# اریستیادا
شهر اریستیادا در استان مقدونیه شرقی و تراکیه در کشور یونان واقع شده است که دارای جمعیت ۱۶٬۷۴۷  نفر می‌باشد.